# 中村信喬
中村 信喬（なかむら しんきょう、1957年1月28日 - ）は、日本の人形作家、中村人形三代目。日本工芸会理事、日本工芸会人形部部会長、九州産業大学美術館教授、東京藝術大学講師。息子は人形作家の中村弘峰。

## 概要
福岡県福岡市生まれ。人形師中村衍涯（福岡県無形文化財）の長男として生まれる。1979年、九州産業大学芸術学部美術学科彫刻専攻（木彫）卒業。大学卒業後は、京都での人形修行を経て、1980年に家業の中村人形へと入る。その後は、人形作家林駒夫（重要無形文化財保持者）、陶芸家村田陶苑、能面師北沢一念へとそれぞれ師事する。1985年には伝統工芸人形展に初入選する。以後、伝統工芸人形展、日本伝統工芸展にて多数の入選・受賞を果たす。2006年には福岡文化賞（創造部門）を受賞する。2011年にローマのラ・ルーチェ展に出品し、ローマ法王ベネディクト16世に拝謁し、作品の伊東マンショ像を献上する。2013年には福岡市文化賞を受賞し、ユネスコの無形文化遺産に登録された山・鉾・屋台行事の一つである博多祇園山笠の人形師としても活躍する。2019年にローマ教皇フランシスコに拝謁し、中浦ジュリアン像を献上する。現在は、全国の山・鉾・屋台保存連合会の保存修復事業にも携わっている。

## 主な受賞歴
- 1986年 西部工芸展 朝日新聞社銅賞
- 1987年 西部工芸展 朝日新聞文化厚生事業団賞
- 1989年 伝統工芸人形展 東京都教育委員会賞
- 1991年 伝統工芸人形展 日本工芸会賞
- 1994年 西部工芸展 正会員賞
- 1997年 第15回伝統工芸人形展文化庁長官賞受賞
- 1999年 第46回日本伝統工芸展高松宮記念賞受賞
- 2000年 西部工芸展 日本工芸会賞
- 2004年 西部工芸展 日本工芸会西部支部長賞
- 2006年 福岡県文化賞 創造部門
- 2011年 ポーラ伝統文化財団　優秀賞
- 2014年 福岡市文化賞 優秀賞・福岡県優秀技能知事賞表彰
- 2021年 九州経済産業局長表彰

出典：

## 作品収蔵先
- 岐阜現代陶芸美術館　「南蛮夢想」
- 滋賀県石山寺　木彫「源 義平像」
- 福岡県太宰府天満宮　木彫彩色「御神牛」「菅原道真公像」
- 東京国立近代美術館
- 日本伝統工芸展高松宮記念賞受賞作「島影」
- 金沢21世紀美術館　「大聖堂」他：
- 韓国曹渓寺仏教中央博物館　「三蔵法師取経像」

出典：